# Intime conviction (émission de télévision)
Pour les articles homonymes, voir Intime conviction (homonymie).
Intime conviction est une série en 4 épisodes créée par Patrick Sébastien, produite et diffusée sur France 2 en 2006.

## Sujet
Chaque épisode met en scène le procès d'une personnalité publique, accusée de meurtre. Le procès contient une reconstitution filmée (sur la base de la personnalité inculpée et de trois témoins), puis le réquisitoire d'authentiques avocats, enfin la délibération du jury. Si l'inculpée est jugée innocente, alors le coupable est forcément l'un des trois témoins.
Le jury est également composé de personnalités publiques, qui ignorent le scénario et doivent forger leur intime conviction sur la base de questions improvisées. La vérité finit par être révélée par la victime elle-même, à la barre.
Le président du tribunal est incarné par Patrick Sébastien.

## Épisodes
Affaire Lio
Diffusion : 19 mai 2006
Lio est accusée du meurtre de l'un de ces anciens musiciens.
Affaire Coffe
Diffusion : 26 mai 2006
Jean-Pierre Coffe est accusé du meurtre d'un passager de train.
Affaire Barbelivien
Didier Barbelivien est accusé du meurtre d'un habitant de sa commune, père de son accusateur.
Affaire Francis Perrin
Francis Perrin est accusé du meurtre de sa partenaire de scène, en pleine représentation de théâtre.